# Пояс Койпера

Большинство известных объектов пояса Койпера имеют большую полуось в диапазоне примерно между 35 и 48 а. е. (красные и синие объекты на диаграмме). Считается, что кентавры (показаны жёлтым) и объекты рассеянного диска (серые) ранее тоже располагались в поясе Койпера, но были рассеяны Нептуном внутрь и наружу

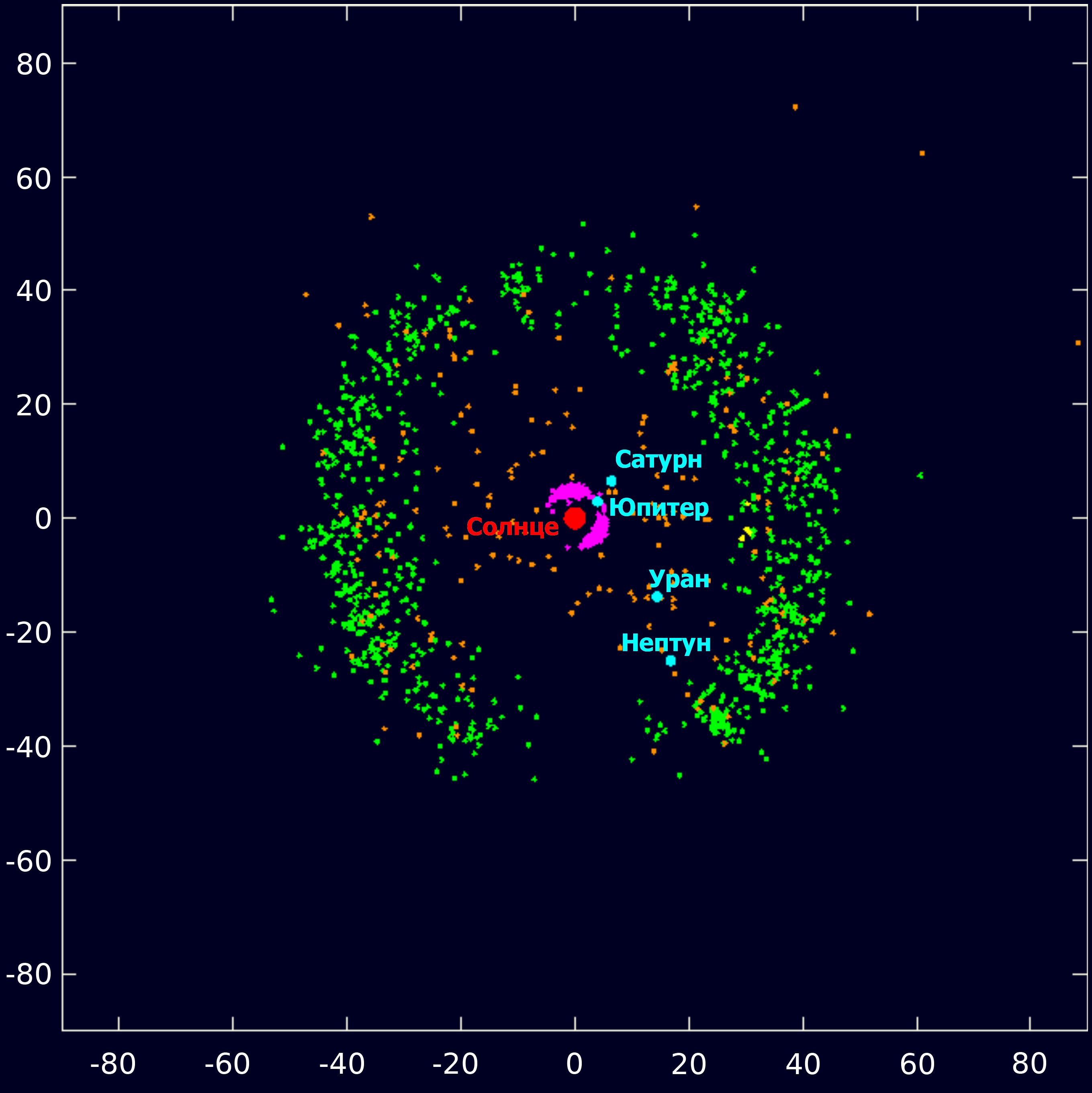
Известные объекты пояса Койпера, по данным Центра малых планет. Объекты основного пояса показаны зелёным, рассеянного диска — оранжевым. Четыре внешних планеты имеют голубой цвет. Троянские астероиды Нептуна показаны жёлтым, Юпитера — розовым. Рассеянные объекты между Солнцем и поясом Койпера известны как кентавры. Масштаб показан в астрономических единицах. Кажущийся «пустым» промежуток в нижней части рисунка вызван фоновой засветкой от полосы Млечного Пути, делающей тусклые объекты в этом направлении необнаруживаемыми

Пояс Ко́йпера (иногда также называемый пояс Э́джворта — Койпера) — область Солнечной системы от орбиты Нептуна (30 а. е. от Солнца) до расстояния около 55 а. е. от Солнца. Хотя пояс Койпера похож на пояс астероидов, он примерно в 20 раз шире и в 20—200 раз массивнее последнего. Как и пояс астероидов, он состоит в основном из малых тел, то есть материала, оставшегося после формирования Солнечной системы. В отличие от объектов пояса астероидов, которые в основном состоят из горных пород и металлов, объекты пояса Койпера (ОПК) состоят главным образом из летучих веществ (называемых льдами), таких как метан, аммиак и вода. В этой области ближнего космоса находятся по крайней мере четыре карликовые планеты: Плутон, Хаумеа, Макемаке и Эрида. Кроме того, считается, что некоторые спутники планет Солнечной системы, такие как спутник Нептуна Тритон и спутник Сатурна Феба, также возникли в этой области.
С тех пор как в 1992 году пояс Койпера был открыт, число известных ОПК превысило тысячу, и предполагается, что ещё свыше 70 000 ОПК диаметром более 100 км пока не обнаружены. Ранее считалось, что пояс Койпера — главный источник короткопериодических комет с орбитальными периодами менее 200 лет. Однако наблюдения, проводимые с середины 1990-х годов, показали, что пояс Койпера динамически стабилен и что настоящий источник этих комет — рассеянный диск, динамически активная область, созданная направленным вовне движением Нептуна 4,5 миллиарда лет назад; объекты рассеянного диска, такие как Эрида, похожи на ОПК, но уходят по своим орбитам очень далеко от Солнца (до 100 а. е.).
Плутон — крупнейший известный объект пояса Койпера. Первоначально он считался планетой, но был переклассифицирован как карликовая планета. По составу Плутон напоминает прочие ОПК, а его период обращения позволяет отнести его к подгруппе ОПК под названием «плутино». В честь Плутона подгруппу из четырёх известных на данный момент карликовых планет, обращающихся за орбитой Нептуна, называют «плутоидами».
Пояс Койпера не следует путать с гипотетическим облаком Оорта, которое расположено в тысячи раз дальше. Объекты пояса Койпера, как и объекты рассеянного диска и облака Оорта, относят к транснептуновым объектам (ТНО).

## История исследования
После открытия Плутона многие учёные полагали, что он не единственный в своём роде объект. Различные предположения по поводу области космоса, ныне известной как пояс Койпера, выдвигались в течение нескольких десятков лет, однако первое прямое доказательство его существования было получено только в 1992 году. Так как гипотезы о природе пояса Койпера, предшествовавшие его открытию, были весьма многочисленны и разнообразны, трудно сказать, кто именно первым выдвинул подобную гипотезу.

### Гипотезы
Первым астрономом, выдвинувшим предположение о существовании транснептуновой популяции, был Фредерик Леонард. В 1930 году, вскоре после открытия Плутона, он писал: «Нельзя ли предположить, что Плутон — лишь первое из серии тел за орбитой Нептуна, которые ещё ожидают своего открытия и в конечном счёте будут обнаружены?».

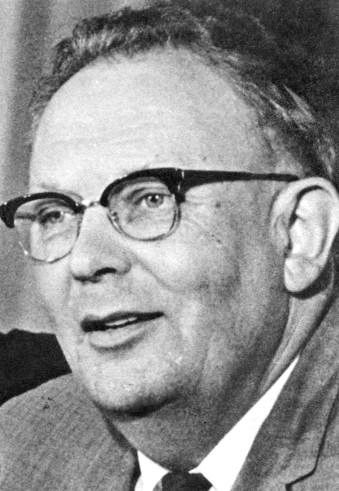
Астроном Джерард Койпер, в честь которого назван пояс Койпера

Кеннет Эджворт предположил (1943, Журнал Британской астрономической ассоциации), что в области космоса за орбитой Нептуна первичные элементы туманности, из которой сформировалась Солнечная система, были слишком рассеяны, чтобы уплотниться в планеты. Исходя из этого он пришёл к выводу, что «внешняя область Солнечной системы за орбитами планет занята огромным количеством сравнительно небольших тел» и время от времени какое-либо из этих тел «покидает своё окружение и появляется как случайный гость внутренних областей Солнечной системы», становясь кометой.
Джерард Койпер высказал предположение (1951, журнал «Астрофизика»), что подобный диск образовался на ранних этапах формирования Солнечной системы, однако не считал, что такой пояс сохранился и до наших дней. Койпер исходил из распространённого для того времени предположения, что размеры Плутона близки к размерам Земли и потому Плутон рассеял эти тела к облаку Оорта или вообще из Солнечной системы.
В последующие десятилетия гипотеза принимала много различных форм. Например, в 1962 году американо-канадский астрофизик Аластер Дж. У. Кэмерон выдвинул гипотезу о существовании «огромной массы мелкого материала на окраине Солнечной системы», а позднее, в 1964 году, Фред Уиппл (популяризатор известной теории «грязного снежка», объясняющей строение кометы) предположил, что «кометный пояс» может быть достаточно массивным, чтобы вызвать заметные возмущения в орбитальном движении Урана, которые инициировали поиски пресловутой планеты за орбитой Нептуна, или чтобы, по крайней мере, затронуть орбиты известных комет. Наблюдения, однако, исключили эту гипотезу.
В 1977 году Чарльз Коваль открыл ледяной планетоид Хирон, орбита которого расположена между Сатурном и Ураном. Он использовал блинк-компаратор — то же самое устройство, которое пятьюдесятью годами ранее помогло Клайду Томбо открыть Плутон. В 1992 году был обнаружен другой объект с похожей орбитой — Фол (англ.). Сегодня известно, что на орбитах между Юпитером и Нептуном существует целая популяция кометоподобных небесных тел, именуемых «кентаврами». Орбиты кентавров непостоянны и имеют динамические времена жизни в несколько миллионов лет. Поэтому со времён открытия Хирона астрономы предполагали, что популяция кентавров должна пополняться из какого-то внешнего источника.
Новые доказательства в пользу существования пояса Койпера были получены в ходе исследования комет. Давно было известно, что кометы обладают конечным временем существования. По мере приближения комет к Солнцу вследствие воздействия солнечной радиации происходит испарение летучих веществ с их поверхности в открытый космос, вследствие чего их масса постепенно уменьшается, что, в конечном счете, приводит к их исчезновению. Поскольку кометы не исчезли задолго до нашего времени, эта популяция небесных тел должна постоянно пополняться. Предполагают, что одна из областей, из которой идёт такое пополнения — это «облако Оорта», сферический рой комет, простирающийся более чем на 50 000 а. е. от Солнца, гипотеза о существовании которого была впервые выдвинута Яном Оортом в 1950 году. Считается, что в этой области возникают долгопериодические кометы — такие, например, как комета Хейла-Боппа с периодом обращения в тысячелетия.
Однако есть и другая группа комет, именуемая короткопериодическими или «периодическими» кометами, с периодом обращения менее 200 лет — например, комета Галлея. К 1970-м годам темпы открытия новых короткопериодических комет стали всё хуже и хуже согласовываться с предположением о том, что они происходят только из облака Оорта. Для того, чтобы объект из облака Оорта стал короткопериодической кометой, он сначала должен быть захвачен планетами-гигантами. В 1980 году, в журнале Monthly Notices of the Royal Astronomical Society, Хулио Фернандес подсчитал, что на каждую комету, которая движется из облака Оорта во внутренние области Солнечной системы, приходится 600 комет, которые выбрасываются в межзвёздное пространство. Он предположил, что кометный пояс между 35 и 50 а. е. мог бы объяснить наблюдаемое количество комет. Развивая работы Фернандеса, в 1988 году группа канадских астрономов, в которую входили Мартин Дункан, Томас Куин и Скот Тремен, провела серию компьютерных моделирований с целью определить, все ли короткопериодические кометы прибыли из облака Оорта. Они обнаружили, что далеко не все короткопериодические кометы могли происходить из этого облака — в частности, потому, что они группируются вблизи плоскости эклиптики, тогда как кометы облака Оорта прилетают практически из любой области неба. После того, как описанный Фернандесом пояс был добавлен в расчёты, модель стала соответствовать наблюдениям. Так как слова «Койпер» и «кометный пояс» присутствовали в первом предложении статьи Х. Фернандеса, Тремен назвал эту гипотетическую область космоса «поясом Койпера».

### Открытие

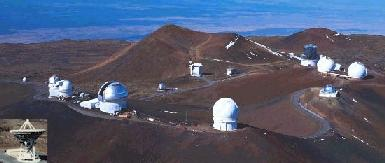
Телескопы на вулкане Мауна-Кеа, при помощи которых был обнаружен пояс Койпера

В 1987 году астроном Дэвид Джуитт (Массачусетский технологический институт) всерьёз задумался над «кажущейся пустотой внешней Солнечной системы». Пытаясь обнаружить другие объекты за орбитой Плутона, он говорил помогавшей ему аспирантке Джейн Лу: «Если этого не сделаем мы, то не сделает никто». Используя телескопы обсерватории Китт-Пик в Аризоне и обсерватории Сьерро-Тололо в Чили, Джуит и Лу вели поиски при помощи блинк-компаратора, почти тем же способом, что Клайд Томбо и Чарльз Коваль. Первоначально проверка каждой пары пластинок занимала до 8 часов, в дальнейшем процесс был сильно ускорен при помощи ПЗС-матриц, которые, несмотря на более узкое поле зрения, более эффективно собирали свет (сохраняли 90 % полученного света, тогда как фотопластинки — всего 10 %), и допускали процесс сравнения на мониторе компьютера. Сегодня ПЗС-матрицы — основа для большинства астрономических детекторов. В 1988 году Джуитт перешёл в Астрономический институт Гавайского университета. Впоследствии Лу присоединилась к его работе на 2,24-метровом телескопе обсерватории Мауна-Кеа. Позднее поле зрения ПЗС-матриц было увеличено до 1024×1024 пикселя, что ещё более ускорило поиск. После 5 лет поисков, 30 августа 1992 года, Джуитт и Лу объявили об открытии кандидата в объекты пояса Койпера (15760) 1992 QB1. Через шесть месяцев они обнаружили второго кандидата (181708) 1993 FW.
После создания первых карт области пространства за Нептуном исследования показали, что зона, теперь называемая поясом Койпера, не является местом происхождения короткопериодических комет. На самом деле они образуются в соседней области, называемой «рассеянный диск», который образовался в те времена, когда Нептун мигрировал ко внешним границам Солнечной системы. Область, позднее ставшая поясом Койпера, тогда была значительно ближе к Солнцу. Нептун оставил за собой семейство динамически стабильных объектов, на движение которых он никак не может воздействовать (собственно пояс Койпера), а также отдельную группу объектов, перигелии которых достаточно близки к Солнцу для того, чтобы Нептун мог возмущать их орбиты (рассеянный диск). Поскольку, в отличие от стабильного пояса Койпера, рассеянный диск динамически активен, именно он сегодня считается вероятным источником короткопериодических комет.

### Название
Признавая заслуги Кеннета Эджворта, астрономы иногда называют пояс Койпера «поясом Эджворта — Койпера». Однако Брайан Марсден считает, что ни один из этих учёных не заслуживает такой чести: «Ни Эджворт, ни Койпер не писали ни о чём похожем на то, что мы сейчас наблюдаем, — это сделал Фред Уиппл». Есть и ещё одно мнение — Дэвид Джуитт сказал по поводу этой проблемы следующее: «Если говорить о чьём-то имени… то Фернандес более всех заслуживает чести считаться человеком, предсказавшим пояс Койпера». Некоторые группы учёных предлагают использовать для объектов этого пояса термин транснептуновый объект (ТНО) как наименее спорный. Однако это не синонимы, так как к ТНО относят все объекты, обращающиеся за орбитой Нептуна, а не только объекты пояса Койпера.

## Категории объектов пояса
На 26 мая 2008 года известно 1077 объектов транснептунового пояса, которые можно разделить на три категории:
- Классические объекты: имеют приблизительно круговые орбиты с небольшим наклонением, не связаны с движением планет. Такие объекты иногда называют «кьюбивано» в честь первого представителя, 1992 QB1. На 2004 год было известно 524 таких объекта[33].
- Резонансные объекты: образуют орбитальный резонанс 1:2, 2:3, 2:5, 3:4, 3:5, 4:5 или 4:7 с Нептуном. Объекты с резонансом 2:3 называются плутино в честь самого известного представителя — Плутона. На 2005 год известно около 150 плутино и 22 других резонансных объекта. Предполагается, что плутино составляют от 10 до 20 % общей численности объектов пояса Койпера, и, таким образом, общее число плутино диаметром более 100 км составляет более 30 000[33].
- Рассеянные объекты: имеют большой эксцентриситет орбиты и могут в афелии удаляться от Солнца на несколько сотен астрономических единиц. Их известно около 100, общее число считается примерно равным 10 000[34]. Во многих публикациях объекты рассеянного диска рассматриваются как отдельное семейство транснептуновых объектов, не входящее в пояс Койпера.

Предполагается, что объекты пояса Койпера состоят из льда с небольшими примесями органических веществ, то есть близки к кометному веществу.
Совокупная масса объектов пояса Койпера в сотни раз превышает массу пояса астероидов, однако, как предполагается, существенно уступает массе облака Оорта. Считается, что в поясе Койпера имеется несколько тысяч тел диаметром более 1000 км, около 70000 с диаметром более 100 км и как минимум 450 000 тел диаметром более 50 км.

## Крупнейшие объекты пояса Койпера
| Номер    | Название   | Экваториальный диаметр (км) | Большая полуось, а. е. | Перигелий, а. е. | Афелий, а. е. | Период обращения вокруг Солнца (лет) | Открыт                                                      | Примечания |
| -------- | ---------- | --------------------------- | ---------------------- | ---------------- | ------------- | ------------------------------------ | ----------------------------------------------------------- | ---------- |
| 136199   | Эрида      | 2330+10/−10.                | 67,84                  | 38,16            | 97,52         | 559                                  | 2005 i Архивная копия от 31 января 2018 на Wayback Machine  | [ 37 ]     |
| 134340   | Плутон     | 2390                        | 39,45                  | 29,57            | 49,32         | 248                                  | 1930 i Архивная копия от 18 февраля 2017 на Wayback Machine | Плутино    |
| 136472   | Макемаке   | 1500 +400/−200              | 45,48                  | 38,22            | 52,75         | 307                                  | 2005 i Архивная копия от 6 декабря 2020 на Wayback Machine  |            |
| 136108   | Хаумеа     | ~1500                       | 43,19                  | 34,83            | 51,55         | 284                                  | 2005 i Архивная копия от 1 ноября 2020 на Wayback Machine   |            |
| 134340 I | Харон      | 1207 ± 3                    | 39,45                  | 29,57            | 49,32         | 248                                  | 1978                                                        | [ 39 ]     |
| 225088   | Гунгун     | ~1535                       | 67,3                   | 33,6             | 101,0         | 553                                  | 2016 i                                                      |            |
| 50000    | Квавар     | ~1100                       | 43,61                  | 41,93            | 45,29         | 288                                  | 2002 i Архивная копия от 22 декабря 2016 на Wayback Machine |            |
| 90482    | Орк        | 946,3 +74,1/−72,3           | 39,22                  | 30,39            | 48,05         | 246                                  | 2004 i Архивная копия от 22 декабря 2016 на Wayback Machine | Плутино    |
| 55565    | 2002 AW197 | 940                         | 47,1                   | 41,0             | 53,3          | 323                                  | 2002 i Архивная копия от 1 ноября 2020 на Wayback Machine   |            |
| 20000    | Варуна     | 874                         | 42,80                  | 40,48            | 45,13         | 280                                  | 2000 i Архивная копия от 1 ноября 2020 на Wayback Machine   |            |
| 28978    | Иксион     | < 822                       | 39,70                  | 30,04            | 49,36         | 250                                  | 2001 i Архивная копия от 22 февраля 2017 на Wayback Machine | Плутино    |
| 55637    | 2002 UX25  | 681 +116/−114               | 42,6                   | 36,7             | 48,6          | 278                                  | 2002 i Архивная копия от 1 ноября 2020 на Wayback Machine   |            |